# Sœurs de Saint Joseph de Philadelphie
Les Sœurs de Saint Joseph de Philadelphie sont une congrégation religieuse féminine enseignante et hospitalière de droit pontifical. Elles font partie de la fédération des sœurs de Saint Joseph des États-Unis.

## Histoire
En 1847, un groupe de sœurs de Saint Joseph de Carondelet s'installe à Philadelphie pour prendre la direction d'un orphelinat et, en quelques années, les sœurs s'étendent à d'autres centres de Pennsylvanie. Entre 1858 et 1860, la communauté est rendue autonome par décision de l'évêque Jean Népomucène Neumann. 
En 1851, à l'invitation d'Armand-François-Marie de Charbonnel, évêque du diocèse de Toronto, un groupe de sœurs s'installent à Toronto pour prendre la direction d'un orphelinat sous la direction de Mère Delphine Fontbonne (1813-1856). Elles donnent naissance aux sœurs de Saint Joseph de Toronto. 
La congrégation obtient la reconnaissance civile de l'État de Pennsylvanie en 1871 et reçoit le décret de louange le 5 juillet 1892. Le Saint-Siège approuve définitivement l'institut le 20 novembre 1895.

## Activités et diffusion
Les sœurs se consacrent à l'enseignement, à l'assistance aux sans-abri, aux immigrés, aux prisonniers et aux femmes et enfants victimes d'abus et de violence.
Elles sont présentes aux États-Unis.
La maison-mère est à Philadelphie.
En 2017, la congrégation comptait 771 sœurs dans 111 maisons.